# Pierre Michel
Pierre Michel (Tolone, 11 giugno 1942) è un docente universitario e ricercatore francese, specialista dello scrittore Octave Mirbeau.

## Biografia
Figlio dello storico Henri Michel, dopo aver discusso all'Università di Angers, nel 1992, una tesi sul lavoro di Octave Mirbeau, ha fondato, un anno dopo, la "Société Octave Mirbeau", di cui è stato  presidente fino ad aprile 2019. È anche il fondatore, nonché direttore responsabile dei Cahiers Octave Mirbeau.
Biografo di Mirbeau, ha pubblicato edizioni critiche di tutti i lavori dello scrittore: romanzi, opere teatrali, articoli e corrispondenza. Ha curato un'edizione critica di 15 romanzi di Octave Mirbeau, in Œuvre romanesque, Buchet/Chastel-Société Mirbeau, 3 volumi, 4000 pagine (2000-2001).
Nell'ottobre 2003 è stato insignito del premio Sévigné per la sua edizione del primo volume della Correspondance générale.

## Opere
- Octave Mirbeau, l'imprécateur au cœur fidèle, biografia, Librairie Séguier, 1990, 1020 pagine (con J.-F. Nivet).
- Octave Mirbeau, Presses de l'université d'Angers, 1992, 479 pagine (con Georges Cesbron).
- Alice Regnault, épouse Mirbeau, À l'écart, 1993
- Octave Mirbeau, Les Acharnistes, 2007
- Dictionnaire Octave Mirbeau, L'Âge d'Homme - Société Octave Mirbeau, 2011, 1195 pagine (con Yannick Lemarié).
- Octave Mirbeau en toutes langues, Société Octave Mirbeau, agosto 2018, 232 pagine (con Lola Bermúdez)